# 美和村 (静岡県)
美和村（みわむら）は静岡県の中部、安倍郡に属していた村である。現在の静岡市葵区南西部、安倍川左岸中流域にあたる。

## 地理
- 山：高山、大山、突先山、大棚山
- 河川：安倍川、足久保川

## 歴史

### 村名の由来
和名抄に見られる美和郷が安倍川中流一帯を指したことから。

### 沿革
- 1889年（明治22年）4月1日 - 町村制の施行により、遠藤新田、足久保村、西ヶ谷村、藤兵衛新田、内牧村、幸庵新田、安倍口新田、与左衛門新田、中ノ郷村、松野村、津渡野村、油山村が合併して発足。
- 1955年（昭和30年）6月1日 - 静岡市に編入。同日美和村廃止。
- 2005年（平成17年）4月1日 - 静岡市が政令指定都市に移行し、旧村域は葵区となる。

## 名所・旧跡・観光スポット・祭事・催事
- 油山温泉